# 九龍巴士70S線
九龍巴士70S線是香港的一條特別巴士路線，來往紅磡站及和合石。只於清明節及重陽節正日提供服務。此路線途經尖沙咀、油麻地（彌敦道）、旺角及深水埗，另於去程繞經長沙灣及荔枝角，回程繞經沙田站，來回程取道青沙公路及吐露港公路往返，以便油尖旺及深水埗區之孝子賢孫前往和合石墳場掃墓。

## 歷史
- 1986年3月16日：投入服務，來往佐敦道碼頭及和合石
- 1990年3月：往佐敦道碼頭方向改經新界環迴公路（現稱粉嶺公路）
- 1992年3月：往和合石方向亦改經新界環迴公路（現稱粉嶺公路）
- 1997年3月：增派空調巴士行走
- 2002年2月23日：因佐敦道碼頭巴士總站關閉，遷往佐敦（匯翔道）巴士總站。
- 2007年重陽節：改為全空調服務
- 2010年4月5日：因佐敦（匯翔道）巴士總站關閉，遷往佐敦（渡華路）巴士總站。
- 2016年10月9日：本線九龍區總站由佐敦（渡華路）巴士總站遷往紅磡車站公共運輸交匯處，來回程改取道青沙公路，並繞經深水埗及長沙灣。
- 2019年4月5日：往紅磡站方向繞經沙田站公共運輸交匯處。
- 2021年10月14日：來回方向繞經橋頭路，並增停「和合石（橋頭路）」站

## 服務時間
清明節及重陽節期間：
- 紅磡站開：07:00-15:00（20-30分鐘一班）
- 和合石開：08:10-16:20（20-30分鐘一班）
  - 服務會在經通知後取消或縮減
  - 班次會因應需求略作調整

## 收費
全程：$21.4
| - 本線設有12歲以下小童及65歲或以上長者半價優惠。 - 65歲或以上香港居民使用「樂悠咭」，以及12歲以下合資格殘疾兒童使用「殘疾人士身份」個人八達通繳付車資，均可享有每程$2.0或半價（以較低者為準）的票價優惠；12至64歲合資格殘疾人士使用「殘疾人士身份」個人八達通（包括「樂悠咭」），以及60至64歲香港居民使用「樂悠咭」繳付車資，均可享有每程$2.0或全費（以較低者為準）的票價優惠。 - 65歲或以上長者如使用長者或一般個人八達通繳付車資，則只可享有半價優惠；12至64歲合資格殘疾人士如不使用「殘疾人士身份」個人八達通，以及60至64歲人士如不使用「樂悠咭」繳付車資，必須繳付全費。 - 乘客可以現金或八達通於上車時付款，不設找續。 - 每位成人乘客可免費攜帶最多兩名4歲以下而不佔座位的兒童乘客乘車，超額之4歲以下小童必須繳付小童車費乘車。 - 持有「九巴月票」之乘客在車票有效期內，每日可享最多10程任何九龍巴士及龍運巴士路線（包括本路線，以及聯營路線的九龍巴士／龍運巴士提供的班次；惟乘搭機場「A」及「NA」線則可享原價二七折優惠（不會計算每天10次合資格車程））；而B1線則每日可享最多各2程（不會計算每天10次合資格車程）。 - 九龍巴士、城巴、龍運巴士及陽光巴士全職員工及家屬（不包括外判職員）可免費乘搭本路線，惟必須拍職員或職員家屬八達通。 - 乘客亦可透過多元化電子支付系統（e度嘟）繳付車資，包括使用非接觸式VISA卡、JCB卡、萬事達卡、銀聯卡、美國運通、大來國際、Discover Card、Apple Pay、Google Pay、Samsung Pay、AlipayHK「易乘碼」、支付寶、WeChatHK／微信支付「搭車碼」、銀聯雲閃付「乘車碼」及BOC Pay「乘車碼」。乘客使用此付款方式，使用此支付方式的乘客可享有中途下車之分段收費，以及與其他九巴／龍運獨營路線或聯營線九巴／龍運班次之轉乘優惠，惟不適用於與非九巴／龍運路線之轉乘優惠，亦不能享有「公共交通費用補貼計劃」及「長者及合資格殘疾人士公共交通票價優惠計劃」。 |

## 行車路線
紅磡站開經：暢運道、漆咸道南、梳士巴利道、彌敦道、長沙灣道、青山道、青沙公路、城門隧道公路、大埔公路、吐露港公路、粉嶺公路、支路、百和路、華明路及銘賢路。
和合石開經：銘賢路、華明路、百和路、粉嶺公路、吐露港公路、大埔公路－沙田段、沙田鄉事會路、沙田車站圍、沙田站公共運輸交匯處、沙田車站圍、沙田鄉事會路、大埔公路－沙田段、青沙公路、荔寶道、連翔道、欽州街西、欽州街、荔枝角道、彌敦道、梳士巴利道、紅磡繞道、公主道連接路、都會道、暢運道及安運道。

### 沿線車站

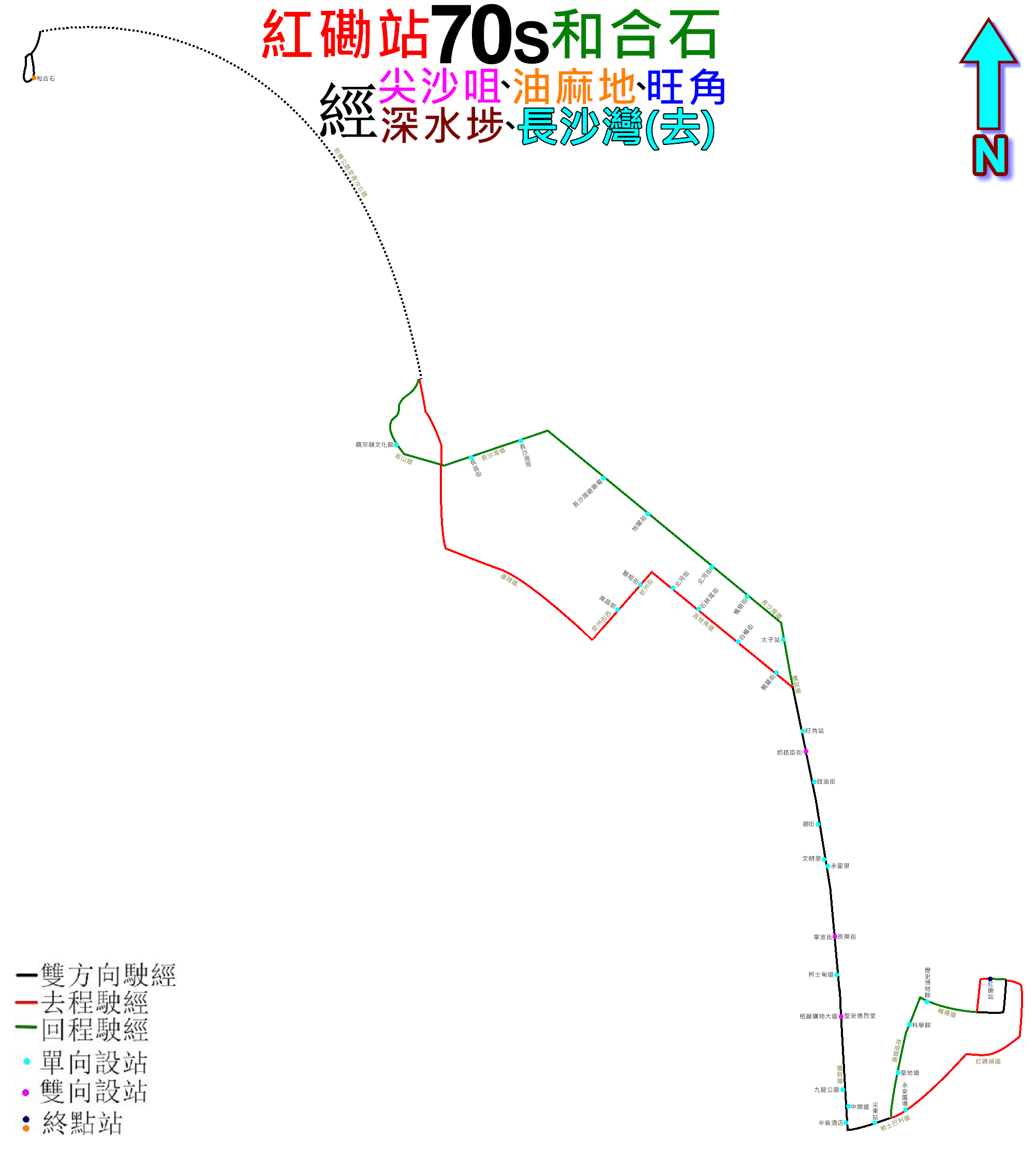
70S線的走線圖

| 紅磡站開 | 紅磡站開            | 紅磡站開               | 和合石開 | 和合石開           | 和合石開               |
| 序號     | 車站名稱            | 位置                   | 序號     | 車站名稱           | 位置                   |
| -------- | ------------------- | ---------------------- | -------- | ------------------ | ---------------------- |
| 1        | 紅磡站巴士總站      | 紅磡車站公共運輸交匯處 | 1        | 和合石             | 銘賢路                 |
| 2        | 香港歷史博物館      | 暢運道                 | 2        | 和合石 (橋頭路)    | 橋頭路                 |
| 3        | 香港科學館          | 漆咸道南               | 3        | 沙田站             | 沙田站公共運輸交匯處   |
| 4        | 麼地道              | 漆咸道南               | 4        | 南昌邨             | 欽州街                 |
| 5        | 半島酒店（N1）      | 彌敦道                 | 5        | 醫局街             | 欽州街                 |
| 6        | 九龍公園（N8）      | 彌敦道                 | 6        | 北河街             | 荔枝角道               |
| 7        | 栢麗購物大道（N13） | 彌敦道                 | 7        | 石硤尾街           | 荔枝角道               |
| 8        | 柯士甸道（N18）     | 彌敦道                 | 8        | 白楊街             | 荔枝角道               |
| 9        | 寧波街（N29）       | 彌敦道                 | 9        | 鴉蘭街             | 荔枝角道               |
| 10       | 文明里（N41）       | 彌敦道                 | 10       | 旺角站（S12）      | 彌敦道                 |
| 11       | 碧街（N49）         | 彌敦道                 | 11       | 奶路臣街（S15）    | 彌敦道                 |
| 12       | 奶路臣街（N60）     | 彌敦道                 | 12       | 豉油街 （S23）     | 彌敦道                 |
| 13       | 太子站（N78）       | 彌敦道                 | 13       | 永星里 （S35）     | 彌敦道                 |
| 14       | 楓樹街              | 長沙灣道               | 14       | 長樂街（S42）      | 彌敦道                 |
| 15       | 北河街              | 長沙灣道               | 15       | 聖安德烈堂 （S48） | 彌敦道                 |
| 16       | 怡閣苑              | 長沙灣道               | 16       | 中間道（S54）      | 彌敦道                 |
| 17       | 長沙灣遊樂場        | 長沙灣道               | 17       | 尖東站             | 梳士巴利道             |
| 18       | 長沙灣徑            | 長沙灣道               | 18       | 永安廣場           | 梳士巴利道             |
| 19       | 長荔街              | 長沙灣道               | 19       | 紅磡站巴士總站     | 紅磡車站公共運輸交匯處 |
| 20       | 饒宗頤文化館        | 青山道                 |          |                    |                        |
| 21       | 和合石 (橋頭路)     | 橋頭路                 |          |                    |                        |
| 22       | 和合石              | 銘賢路                 |          |                    |                        |